# (3548) Эврибат
(3548) Эврибат (др.-греч. Εὐρυβάτης) — типичный троянский астероид Юпитера, движущийся в точке Лагранжа L4, в 60° впереди планеты. Астероид был открыт 19 сентября 1973 года голландскими астрономами К. Й. ван Хаутеном, И. ван Хаутен-Груневельд и Томом Герельсом в Паломарской обсерватории и назван в честь Эврибата, одного из персонажей древнегреческой мифологии. У Эврибата имеется собственное семейство астероидов.
Предполагается, что исследовать Эврибат в 2033 году будет космический аппарат Люси, также как астероиды (15094) Полимела, (11351) Леукус, (21900) Орус и (617) Патрокл.
При просмотре изображений, сделанных камерой Wide Field Camera 3 космического телескопа «Хаббл» в сентябре 2018 года, декабре 2019 года и январе 2020 года у астероида Эврибат был обнаружен спутник S/2018 (3548) 1 диаметром менее 1 км — 0,8±0,2 км, который получил название Кета — в честь мексиканской легкоатлетки Энрикеты Басилио, зажегшей огонь XIX летних Олимпийских игр 1968 года в Мехико.

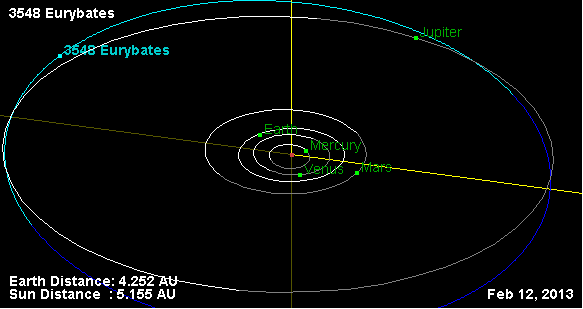
Орбита астероида Эврибат и его положение в Солнечной системе